# ひだか病院
ひだか病院（ひだかびょういん）は、和歌山県御坊市にある一部事務組合、御坊市外五ヶ町病院経営事務組合が設置・運営する公立病院。和歌山県がん診療連携推進病院や災害拠点病院などの指定を受けている。

## 沿革
- 1949年9月1日 - 国保日高病院が開院。
- 1956年10月 - 総合病院に認可。
- 1979年1月 - 国保日高総合病院と改称。
- 1989年7月 - 御坊市外三ヶ町国民健康保険並びに病院経営事務組合から御坊市外七ヶ町村病院経営事務組合に組織変更。
- 1991年3月 - 新病棟が完成。
- 2005年5月 - 町村合併により、御坊市外五ヶ町村病院経営事務組合に名称変更。
- 2010年6月 - 和歌山県がん診療連携推進病院に指定。
- 2019年9月 - ひだか病院と改称。

## 診療科
- 内科
- 循環器内科
- 小児科
- 産婦人科
- 外科
- 整形外科
- 脳神経外科
- 耳鼻咽喉科
- 皮膚科
- 泌尿器科
- 眼科
- 精神科
- 放射線科
- 麻酔科
- 歯科口腔外科
- 形成外科
- リハビリテーション科
- 救急科

## 医療機関の指定・認定
（下表の出典）
| 保険医療機関                                                                                      | 高齢者の医療の確保に関する法律（昭和57年法律第80号）第7条第1項に規定する医療保険各法及び同法に基づく療養等の給付の対象とならない医療並びに公費負担医療を行わない医療機関 |
| 労災保険指定医療機関                                                                              | 臨床研修病院 |
| 指定自立支援医療機関（更生医療）                                                                  | 指定自立支援医療機関（育成医療） |
| 指定自立支援医療機関（精神通院医療）                                                              | 身体障害者福祉法指定医の配置されている医療機関 |
| 精神保健及び精神障害者福祉に関する法律（昭和25年法律第123号）に基づく指定病院又は応急入院指定病院 | 県がん診療連携推進病院 |
| 精神保健指定医の配置されている医療機関                                                            | 生活保護法指定医療機関（医科） |
| 生活保護法指定医療機関（歯科）                                                                    | 結核指定医療機関 |
| DPC対象病院                                                                                       | 指定小児慢性特定疾病医療機関 |
| 難病の患者に対する医療等に関する法律（平成26年法律第50号）に基づく指定医療機関                    | DPC病院Ⅲ群 |
| 戦傷病者特別援護法指定医療機関                                                                    | 原子爆弾被害者指定医療機関 |
| 原子爆弾被害者一般疾病医療機関                                                                    | 第二種感染症指定医療機関 |
| 公害医療機関                                                                                      | 母体保護法指定医の配置されている医療機関 |
| 麻酔科標榜医                                                                                      | 災害拠点病院 |
| へき地拠点病院                                                                                    | |

- 和歌山DMAT指定病院[2]
- このほか、各種法令による指定・認定病院であるとともに、各学会の認定施設でもある。

## 交通アクセス
- JRきのくに線御坊駅よりタクシーで7分（約2.0km）
- 紀州鉄道紀伊御坊駅より徒歩3分（約0.3km）